# Misako Tanaka
Misako Tanaka (田中美佐子?, Tanaka Misato; Shimane Oki Island, 11 novembre 1959) è un'attrice giapponese.
Sposata con l'attore Kuniyuki Fukusawa, ha iniziato la sua carriera nel mondo dello spettacolo nei primi anni ottanta, partecipando soprattutto a film per la televisione e a vari dorama di successo.

## Filmografia

### Cinema
- Otoko wa tsurai yo: Torajiro kamome uta, regia di Yōji Yamada (1980)
- Daiamondo wa kizutsukanai, regia di Toshiya Fujita (1982)
- Shiroi oshika-tachi, regia di Kô Matsuura (1982)
- Ushimitsu no mura, regia di Noboru Tanaka (1983)
- Chihei-sen, regia di Kaneto Shindō (1984)
- Yari no Gonza, regia di Masahiro Shinoda (1986)
- Code Name Black Cat o oe, regia di Umetsugu Inoue e Masahiro Iwashimizu (1987)
- Kanojo ga mizugi ni kigaetara, regia di Yasuo Baba (1989)
- The Beautiful Women's City, regia di Takahito Hara (1989)
- Haruka naru koshien, regia di Yutaka Osawa (1990)
- Kin chan no Cinema Jack, regia collettiva (1993)
- Benisuzumes Weekend, regia di Minoru Kawasaki (1993)
- Close-Knit (Karera ga honki de amu toki wa), regia di Naoko Ogigami (2017)
- Mikkusu., regia di Jun'ichi Ishikawa (2017)
- Netemo sametemo, regia di Ryūsuke Hamaguchi (2018)
- Yarn, regia di Takahisa Zeze e Ivaylo Brusovski (2020)
- Kawapperi Mukolitta, regia di Naoko Ogigami (2021)
- Hiraite, regia di Rin Shutô (2021)
- Kinou nani tabeta?, regia di Kazuhito Nakae (2021)

### Televisione
- Second Chance (serie TV, 1995)
- Kinō nani tabeta? (TV Tokyo, 2019)
- Konya wa kokoro dake daite (NHK, 2014)
- Aishiteru~Kizuna~ (NTV, 2011)
- Umareru (TBS, 2011)
- Ai wa Mieru (Fuji TV, 2010)
- Miporin no Ekubo (NTV, 2010)
- Kimitachi ni Asu wa nai (NHK, 2010)
- Aishiteru (NTV, 2009)
- Tenchijin (NHK, 2009)
- Swan no Baka (Fuji TV, 2007)
- Marathon (film 2007) (TBS, 2007)
- Romeo and Juliet (film 2007) (NTV, 2007)
- 14 sai no haha (NTV, 2006)
- Yonimo Kimyona Monogatari Kazoku kaigi (Fuji TV, 2006)
- Yubisaki de Tsumugu Ai (2006)
- Brother Beat (TBS, 2005)
- Limit: Moshimo wagako ga (YTV, 2000)
- Shokatsu (Fuji TV, 2000)
- Out (film) (Fuji TV, 1999)
- Furuhata Ninzaburo 3 (Fuji TV, 1999, ep34)
- Mama Chari Deka (TBS, 1999)
- Rendezvous (TBS, 1998)
- Amagi Goe (TBS, 1998)
- Tomoko to Tomoko (TBS, 1997)
- Age 35 Koishikute (Fuji TV, 1996)
- Second Chance (TBS, 1995)
- Kindan no Kajitsu (NTV, 1994)
- Nichiyo wa Dame yo (NTV, 1993)
- Juunen Ai (TBS, 1992)
- Soredemo Ie wo Kaimashita (TBS, 1991)
- Kekkon no Risou to Genjitsu (Fuji TV, 1991)
- Yobiko Boogie (TBS, 1990)
- Tokai no Mori (TBS, 1990)
- Ame Yorimo Yushiku (TBS, 1989)
- Heart ni Hi wo Tsukete! (Fuji TV, 1989)
- Oshin (NHK, 1983)